# Ulayya bint al-Mahdi
Ulayya bint al-Mahdi (en arabe : عُلَيّة بنت المهدي   ), née en 777 et morte en 825, est une princesse abbasside, poétesse et musicienne reconnue.

## Biographie
Ulayya est l'une des filles du troisième calife abbasside al-Mahdi, qui régna de 775 à sa mort en 785, et était connu pour promouvoir la poésie et la musique dans son royaume.  Sa mère est une chanteuse et concubine jāriya appelée Maknūna. Il semble que, avec la mort de son père au début de sa vie, Ulayya a été élevée par son demi-frère Harun al-Rashid (qui règne de 786 à 809).
Ulayya est une princesse et, comme son demi-frère Ibrahim ibn al-Mahdi (779-839), une musicienne et poétesse de renom. Elle est réputée surpasser son frère en compétences et bien qu'elle ne soit « pas la seule princesse connue à avoir composé de la poésie et des chansons », elle semble néanmoins « la plus douée ». « Une grande partie de sa poésie consiste en de courtes pièces conçues pour être chantées ; dans le style muḥdath, elle traite de l'amour, de l'amitié et de la nostalgie du foyer, mais comprend également l'éloge de Hārūn, le calife, la célébration du vin et des attaques virulentes contre les ennemis ».
La principale source de la vie d'Ulayya est le Livre des Chansons d'Abū 'l-Faraj al-Iṣfahānī, datant du Xe siècle. Cette source et d'autres ont tendance à dépeindre Ulayya comme une femme accomplie qui se débrouille facilement dans la société de la cour, mais qui a tendance à éviter un rôle trop important dans la vie publique. Elle est riche et possède des esclaves, et est proche de ses puissants frères. Bien qu'il y ait peu de preuves de sa communion avec des érudits religieux, « différents rapports dans les "tarājim" d'Ulayya se réfèrent à sa piété et à son adhésion aux obligations rituelles ».

Ulayya est mariée à un prince abbasside, mais « des poèmes d'amour d'elle adressés à deux esclaves ont été conservés ». L'une des anecdotes les plus connues sur ses inquiétudes concerne

« sa relation avec un membre du personnel du palais d'al-Rashīd, un khādim nommé Ṭall, avec qui elle correspondrait en vers. Quand al-Rashīd lui interdit de prononcer son nom, elle suit son ordre à la lettre même lorsqu'il l'empêche de prononcer une ligne de Sūrat al-Baqara dans laquelle le terme ṭall apparaît. Lorsque le calife apprend cela, il est influencé et lui présente le tout en cadeau. Dans ce cas, sa piété devient le moyen de gagner une récompense tout à fait mondaine »

Semblable en cela à d'autres femmes arabes libres connues pour leur talent musical, Ulayya bint al-Mahdi n'a joué qu'en privé et chaperonnée pour éviter toute irrégularité potentielle, telle qu'être comparée aux esclaves qiyan, jawaris ou mughanniyat. Elle est cependant parfois appelée qayna en hommage à ses talents musicaux. Elle a parfois chanté en duo avec son frère Ibrahim ibn al-Mahdi. Elle a également composé des poèmes d'amour pour sa belle-sœur Zubaidah bint Ja`far, qui auraient été interprétés par 2000 chanteuses esclaves pour son frère Harun al-Rashid. 

## Mariage
Ulayya a épousé Musa ibn Isa, un membre éminent d'une branche cadette de la dynastie abbasside. Musa est en effet un petit-neveu des deux premiers califes al-Saffah (r. 750-754) et al-Mansur (r. 754-775).

## Poésie
Un exemple de la poésie d'Ulayya :

« J'ai retenu le nom de mon amour et je n'arrêtais pas de me le répéter.
Oh combien j'ai envie d'un espace vide pour appeler le nom que j'aime. »

## Éditions
- al-Ṣūlī, Abū Bakr, Ash'ār awlād al-khulafā' wa-akhbāruhum, éd. par J. Heyworth Dunne, 3e éd. (Beyrouth : Dār al-Masīra, 1401/1982), pp. 64-76.